# Classun
Classun település Franciaországban, Landes megyében. Lakosainak száma 246 fő (2022. január 1.). Classun Buanes, Duhort-Bachen, Eugénie-les-Bains, Larrivière-Saint-Savin, Renung és Saint-Loubouer községekkel határos.

## Népesség
A település népességének változása:
| Lakosok száma | 189  | 156  | 156  | 217  | 265  | 271  | 271  | 258  | 252  | 246  |
|               | 1968 | 1982 | 1990 | 2006 | 2013 | 2015 | 2017 | 2019 | 2020 | 2022 |